# Andrea Ferreyra
Andrea Laura Ferreyra Carreres, (Montevideo, 1970) es una artista plástica, curadora y crítica de arte nacida en Uruguay y nacionalizada mexicana.

## Biografía
Estudió en la Escuela Nacional de Artes Plásticas de la Universidad Nacional Autónoma de México (ENAP-UNAM) ahora Facultad de Artes y Diseño (FAD) la Licenciatura de Artes Visuales de 1990 a 1994. En el año 2000 realizó el doctorado Artes Visuales e Intermedia, especializada en Escultura y Corrientes Experimentales del Siglo XX, del Departamento de Escultura de la Facultad de Bellas Artes, Universidad Politécnica de Valencia, España.

## Trayectoria
Del 27 de junio al 13 de julio de 2003 fue curadora en la XI Muestra Internacional de performance, "Fuera de Campo", Ex Teresa Arte Actual. Ha sido docente, ponente y ha expuesto su trabajo en la Ciudad de México y ciudades como Phoenix, Nantes, Tijuana, Nueva York, San Francisco, Frankfurt, Madrid, Valencia, Kyoto, Miami, Montevideo, Toronto, Quebec, San Juan de Puerto Rico, entre otras.